# Coscônia (gens)
Coscônia (em latim: Cosconia, pl. Cosconii) era uma família plebeia de Roma. Os membros desta gens são mencionados pela primeira vez durante a época da Segunda Guerra Púnica, mas nenhum obteve as honras do consulado; o primeiro a ocupar um cargo curul foi Marco Coscônio, pretor em 135 a.C.. 

## Prenome
Os prenomes associados aos Coscônios são Marco (Marcus), Caio (Gaius) e Lúcio (Lucius).

## Membros
Predefinição:Filiation
- Marco Coscônio, tribuno militar do exército do pretor Públio Quintílio Varo, caiu na batalha travada com Magão na terra dos gauleses insúbrios no ano de 203 a.C. [2]
- Marco Coscônio M. f. (M. n.?), pretor em 135 a.C., lutou com sucesso com os escordiscos na Trácia. Ele é mencionado como senador em 129 a.C. [3] [4]
- Lúcio Coscônio M. f. M. n., triúnviro monetal em 118 a.C. [5] [6] [1]
- Caio Coscônio, pretor durante a Guerra Social, onde teve considerável sucesso como general. Provavelmente o mesmo Caio Coscônio que mais tarde concluiu a guerra na Ilíria como procônsul por volta de 78 a.C. [7] [8] [9] [10]
- Caio Coscônio Calidiano, adotado pela gens Calídia, foi um orador de pouco mérito, distinguido pela ação veemente e gesticulação. [11]
- Caio Coscônio, pretor em 63 a.C., e posteriormente concedido o título de procônsul na Hispânia Ulterior. Acusado de extorsão, mas absolvido. Nomeado em 59 por Júlio César para uma comissão de divisão das terras públicas da Campânia, quando ele morreu. Cícero recusou a oferta de César para substituí-lo. [12]
- Caio Coscônio, tribuno da plebe em 59 a.C., edil em 57 a.C. e um dos juízes de Públio Sexto em 56 a.C. [13] [14]
- Coscônia Galita, irmã de Sérvio Cornélio Lêntulo Maluginense, cônsul em 10 a.C., Públio Cornélio Lêntulo Cipião, cônsul em 2 d.C., e Quinto Júnio Bleso, cônsul em 10 d.C., casou-se com Lúcio Seio Estrabão, e foi mãe de Sejano. [15]
- Coscônio, escritor de epigramas da época de Marcial, a quem atacou pela extensão de seus epigramas e seu caráter lascivo. Ele é tratado severamente em dois epigramas de Marcial. [16]
- Coscônio, autor de uma gramática e de uma obra sobre "actiones". [17]